# Мыза Ивановка
Ивановка, также известная, как Мыза Ивановка или Розовая дача — усадьба в Гатчинском районе Ленинградской области в пределах Пудостьского сельского поселения, принадлежавшая семье архитектора А. И. Штакеншнейдера. Расположена у места впадения реки Пудость в реку Ижору. Дала название посёлку Мыза-Ивановка, в котором находится.

## Гатчинская мельница
Мельница на Пудости неподалёку от впадения в Ижору, по всей видимости, существовала ещё во времена шведского владычества в Ингерманландии. Так, на карте А. И. Бергенгейма, воспроизводящей шведские топонимы и прочий картографический материал 1676 года, на месте мызы значится Gvarn Torp, на шведской карте Ингрии 1704 года — Gvarn (швед. kvarn — мельница).
В XVIII веке началось активное освоение Гатчинской мызы, у которой постоянно менялись хозяева. При этом поместье снабжалось мукой двух мельниц, сдававшихся в наём: Пудостьской (или Пудожской; расположенной в современной Пудости) и, собственно, Гатчинской (находившейся в нынешней Мызе-Ивановке). В середине столетия Гатчиной владел Г. Г. Орлов. В 1760 году за деревней Гатчинская мельница числился один двор мельника Кузьмы Стефанова и его семьи, тогда как Пудостьская мельница в 1757 была арендована кожевенником из Брауншвейга Фридрихом Штакеншнейдером (дедом архитектора Андрея Штакеншнейдера). Фридрих скончался в 1781 году, однако его сын Иоганн первоначально не пошёл по стезе отца, будучи физически не в состоянии работать мельником. Иоганн занимался перевозкой строительных материалов, однако сохранил за собой аренду мельницы.
В конце XVIII века на реке Пудость была построена водяная мельница, а сам водоток перекрыт плотиной и устроен пруд. Имена авторов проектов этих сооружений неизвестны.
В 1791 году в месте, ныне занимаемом имением, неподалёку от резиденции императора Павла I поселился выписанный из Брауншвейга кожевенник Иоганн Штакеншнейдер. Иоганн арендовал мельницу для переехавшего с ним отца, Карла, а также окрестные покосы и поля.
В 1798 году на казённые средства он построил там каменный дом и разбил парк. Имение получило название по имени хозяина — Ивановка. Именно в этом месте в 1802 году родился и провёл детство Генрих (Андрей Иванович) Штакеншнейдер — в будущем один из крупнейших архитекторов своего времени.

### Посещение имения Павлом I
Имеются сведения о том, что Павел I, чей Охотничий дом находился неподалёку, в бытность великим князем и императором часто посещал мельницу и дом Штакеншнейдеров. В частности, существует легенда, по которой именно здесь 5 [16] ноября 1796 во время чаепития Павлу Петровичу сообщили о том, что Екатерина II находится при смерти. В пользу этого предположения говорят воспоминания приближённого к императору генерал-адъютанта Ф. В. Ростопчина. Последний так описывал последний день жизни императрицы в своей записке: 

В тот самый день Наследник кушал на Гатчинской мельнице, в 5 верстах от дворца его. <…> По окончании обеденнаго стола, когда Наследник со свитою возвращался в Гатчино, а именно в начале 3-го часа, прискакал к нему на встречу один из его гусаров, с донесением, что приехал в Гатчино шталмейстер граф Зубов с каким-то весьма важным известием. <…> По приезде Наследника в Гатчинской дворец, граф Зубов был позван к нему в кабинет и объявил о случившемся с императрицею, разсказав все подробности.
Историк, исследователь павловского времени Е. С. Шумигорский указывал на то, что, по всей видимости, о болезни императрицы её сыну сообщил сам Иоганн Штакеншнейдер, приехавший на свою мельницу позже наследника. Впрочем, согласно сведениям из камер-фурьерского журнала за 1796 год, Павел узнал о тяжёлом состоянии матери лишь по возвращении в свою гатчинскую резиденцию.
Другая легенда известна в пересказе писателя и публициста второй половины XIX века А. В. Эвальда, родившегося и выросшего в Гатчине. В его воспоминаниях можно найти рассказ о том, что Мария Фёдоровна уже в бытность императрицей регулярно по секрету от супруга и дворцовых медиков навещала Анну Ивановну, жену Иоганна Штакеншнейдера, которая накладывала ей на больные ноги компрессы из некой «водяной травы» по рецепту от «одной чухонки». По свидетельству Эвальда, лечение помогло, Мария Фёдоровна открыла тайну императору, а за Анной Ивановной закрепилась местная слава разбирающейся в целебных травах.

## «Розовая дача» Штакеншнейдера

### Последующая история
Постановлением Совета Министров РСФСР № 624 от 04.12.1974 усадебный комплекс, состоящий из главного дома, лестницы к роднику, мельницы, парка и четырёх хозяйственных построек, был поставлен на государственную охрану как памятник архитектуры.

## Современное состояние
После распада Советского Союза мельницу приватизировал совхоз им. XVIII Партсъезда. Впоследствии объект был передан в собственность ЗАО «Черново».
Зимой 2010—2011 в Приоратском дворце была организована фотовыставка, посвящённая мельнице и другим объектам культурного наследия региона, находящимся под угрозой. Весной-летом 2014 года в музее Гатчины также прошла выставка, посвящённая истории и перспективам восстановления мельницы Штакеншнейдера.
Территория вокруг имения периодически убирается активистами в ходе субботников.

## Иллюстрации

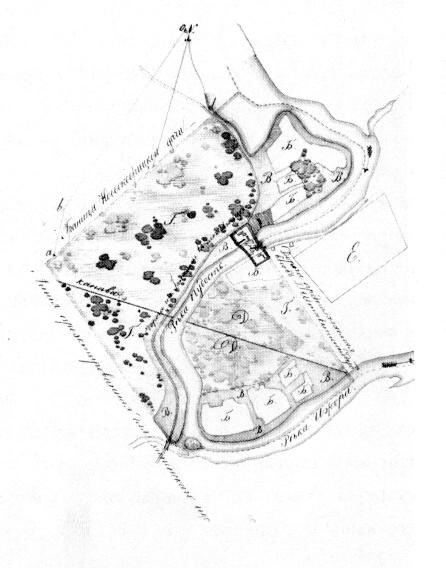
План усадьбы. 1857 год
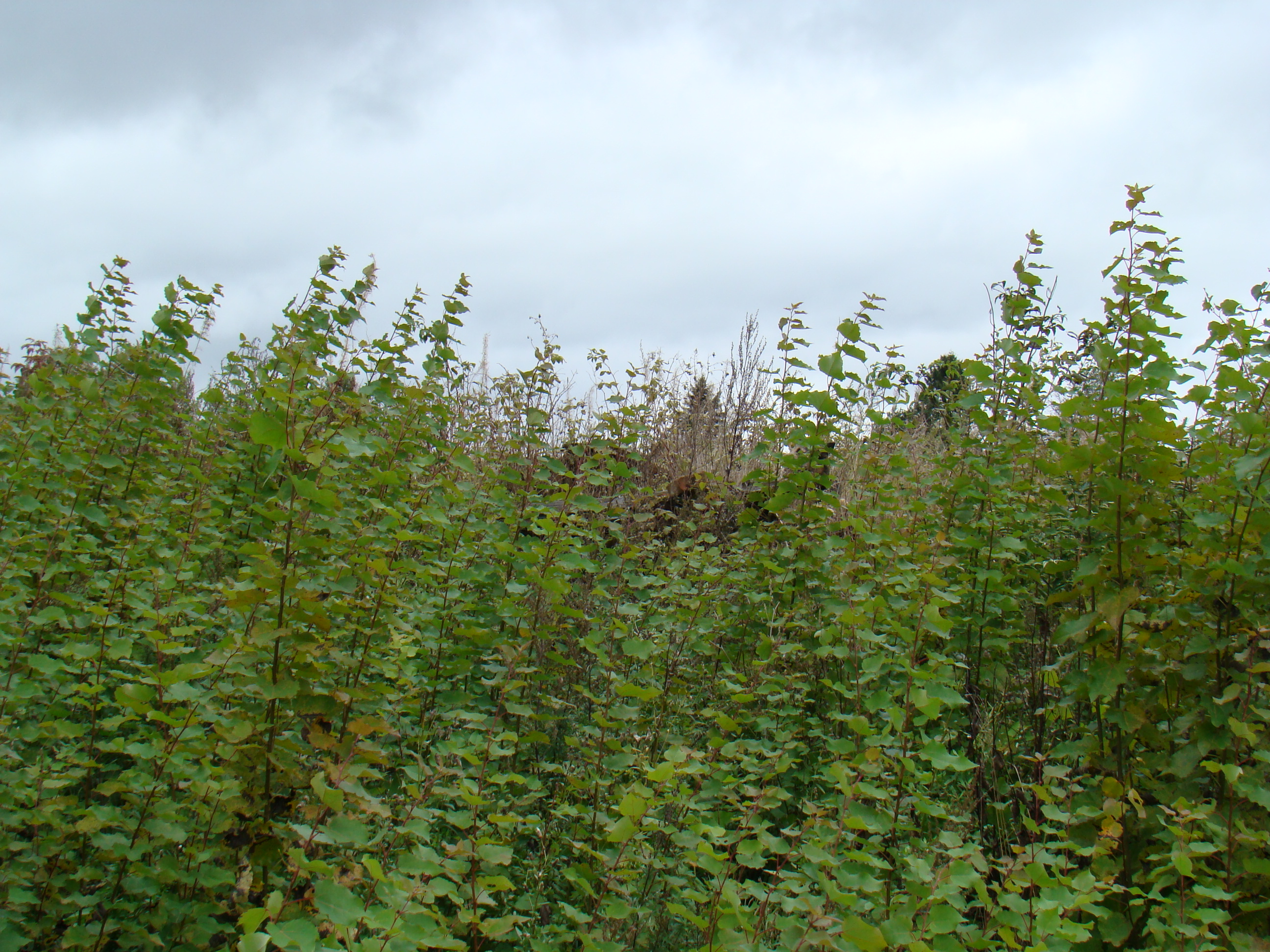
Место, где находился главный дом усадьбы. 2010 год